# Graphium antheus
Graphium antheus är en fjärilsart som först beskrevs av Pieter Cramer 1779.  Graphium antheus ingår i släktet Graphium och familjen riddarfjärilar. Inga underarter finns listade i Catalogue of Life.

## Bildgalleri

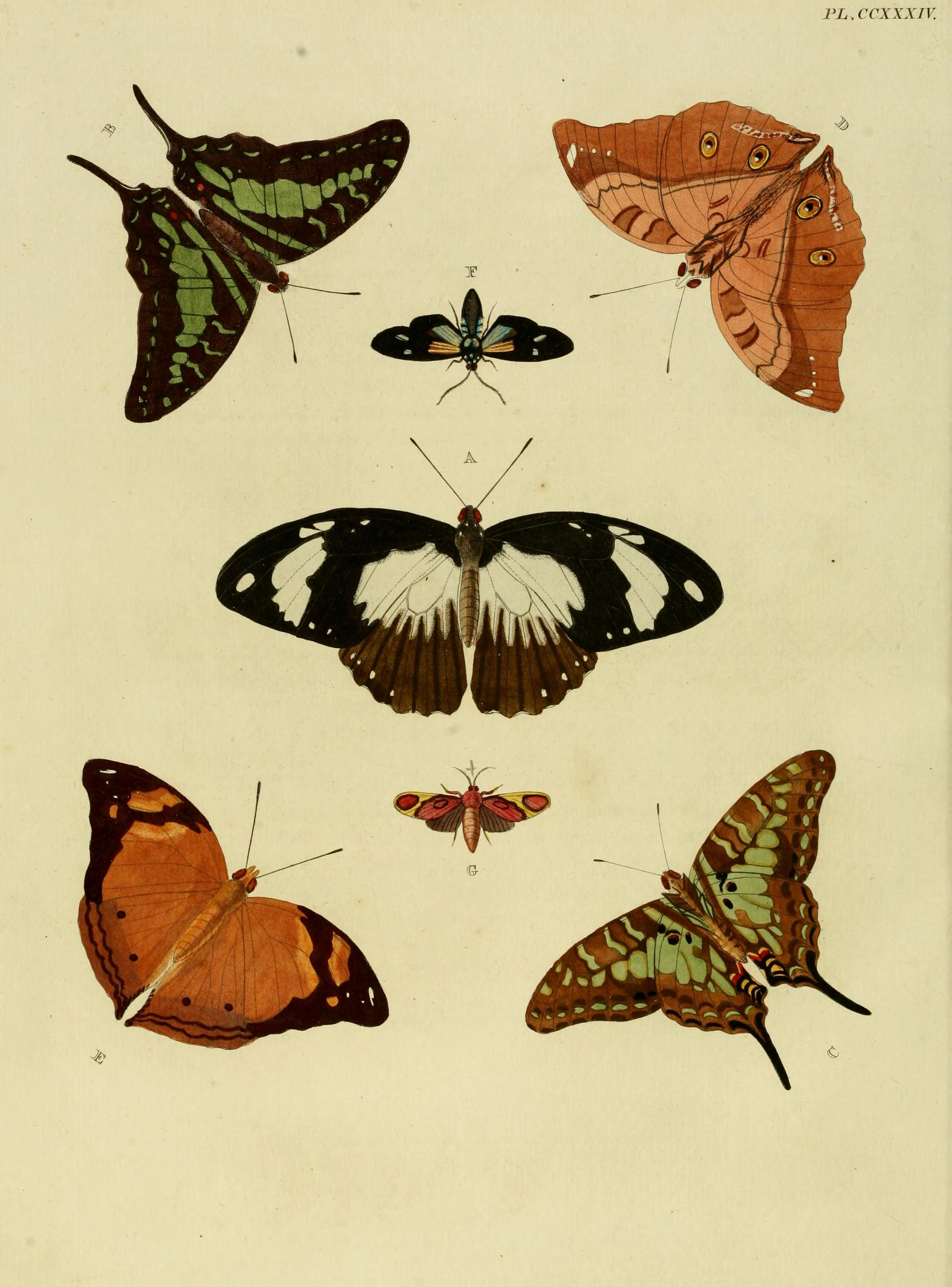
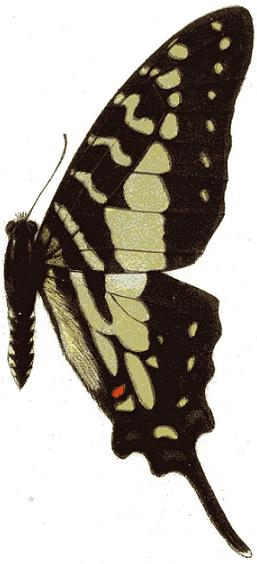
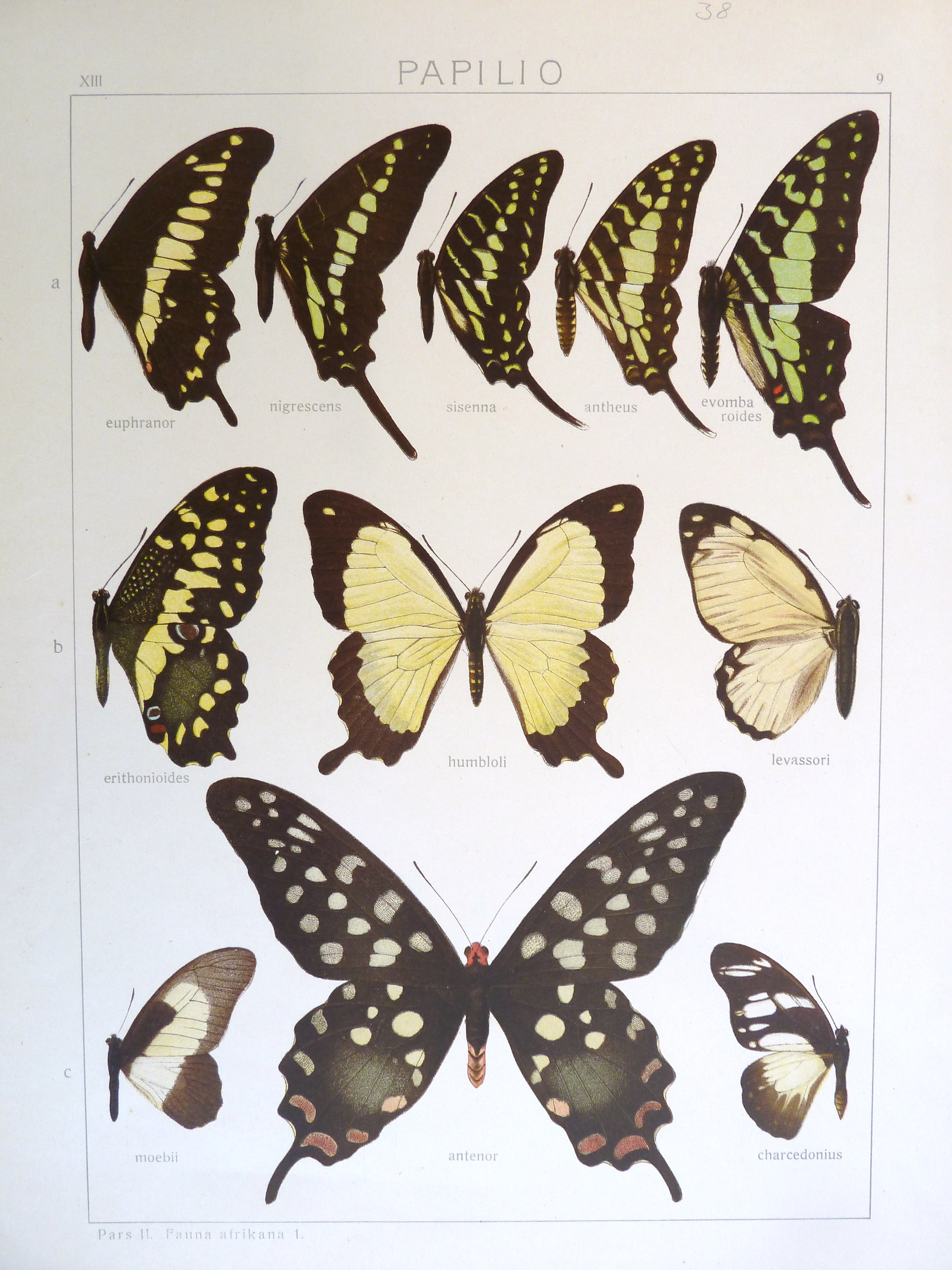
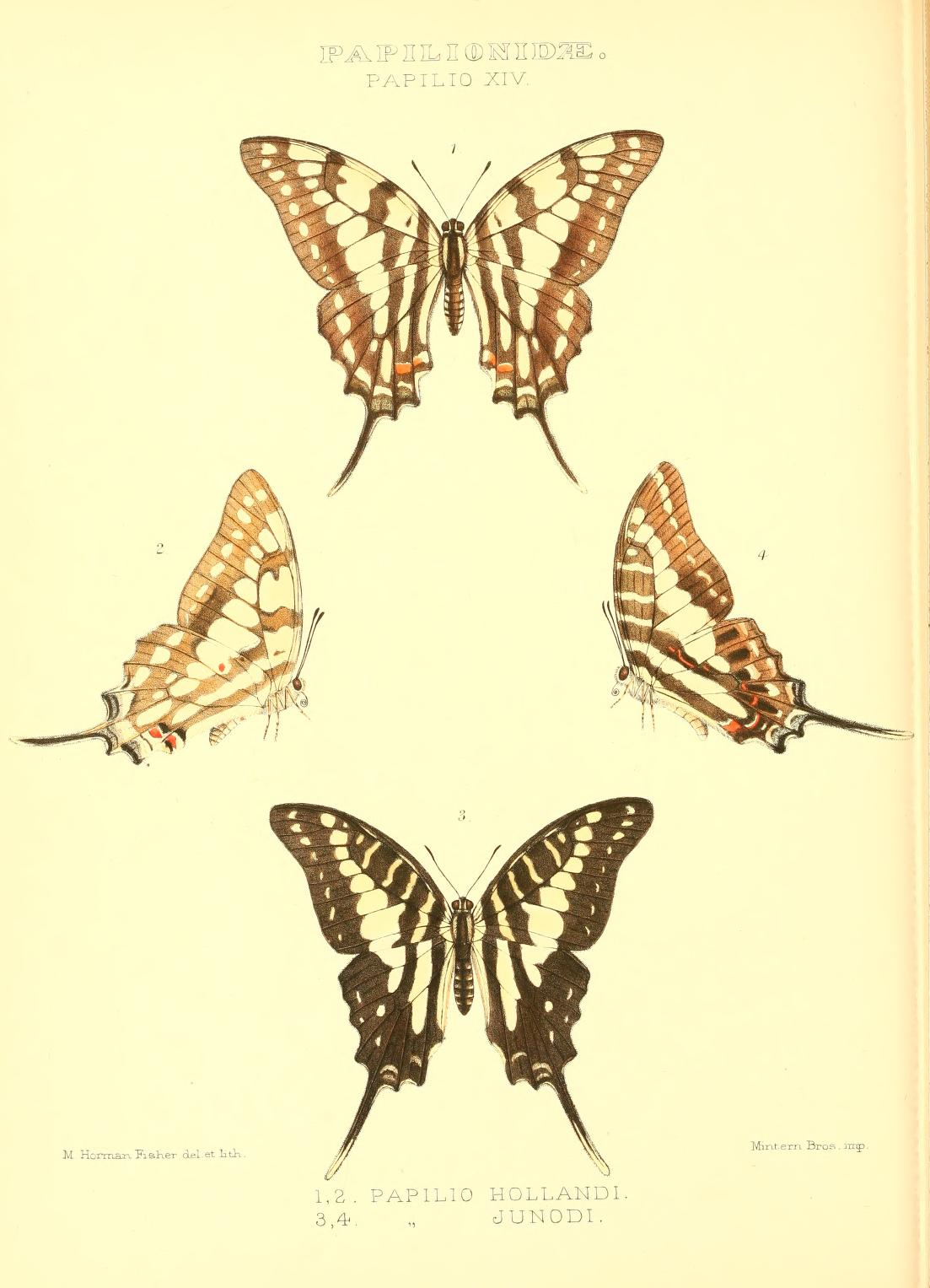